# Teodor Brateș
Teodor Brateș (nume la naștere Froim Bernard, n. 1933) este un jurnalist de radio (1949–1958) și televiziune (1960–1990) din România, fost redactor-șef adjunct în decembrie 1989 la programul Actualități din TVR.
În 1947 Brateș era ajutor de mecanic. În 1948 a fost scos din producție și încadrat ca activist UTC la București. După un an de activitate ca activist a fost transferat ca redactor la Radioteleviziunea Română, de unde, în 1953, a fost trimis la «Școala de științe sociale „A.A. Jdanov”» (devenită ulterior Academia Ștefan Gheorghiu). În 1955, în timpul studiilor, a devenit membru al PCR. În 1956 a absolvit «Școala de științe sociale „A.A. Jdanov”» și a fost reîncadrat în aceeași funcție la Radio. Cu această ocazie, și-a schimbat numele din Froim Bernard în Teodor Brateș.
În 1958 a fost dat afară de la Radio, după ce s-a aflat că nu a declarat că tatăl său vitreg a fost arestat în 1947, după ce a comis o serie de ilegalități pe când făcea parte dintr-o comisie de preschimbare a banilor, și că a fost împușcat atunci când a încercat să fugă de sub escortă.
În decembrie 1989 era redactor-șef adjunct la programul de actualități din Televiziunea Română și a fost „amfitrionul” Revoluției la TV, transmițând în direct aproape 70 de ore în zilele de 22, 23 și 24 decembrie 1989.
În decembrie 2014 era senior editor al revistei Economistul și realizator de programe radio. Începând din 12 iunie 2014 realizează emisiunea „Economia la bani mărunți” la Radio Light (v. aici pagina de Web).

## Distincții
- Medalia Muncii (30 decembrie 1957) „cu prilejul aniversării a 10 ani de la proclamarea Republicii Populare Romîne, pentru merite deosebite în muncă”[4]

## Publicații
- Explozia unei clipe - 22 decembrie 1989, în Studioul 4, 167 pagini, Editura Scripta, București, 1992
- Privatizarea: durerile facerii, 1990-1997, 528 pagini, Editura Economică, 1997
- Trilogia revoluției române în direct, 2004

*Trilogia revoluției române în direct. Cîteva zile dintr-o viață. Vol. II. 23 Decembrie'89 în studioul 4 al TVR, Editura Ager Economistul 2004
- Economistul. Profesionalism, performanțe, loialități, 280 pagini, Editura AGER-Economistul, 2005, ISBN: 973-86452-9-8
- Răzbunarea trecutului. Capitalismul în cinci luni postdecembriste, 576 pagini, coautor Marin Dinu, Editura Economică, 2013